# Colin Dexter
Norman Colin Dexter (ur. 29 września 1930 w Stamford, zm. 21 marca 2017 w Oxfordshire) – brytyjski pisarz, autor powieści kryminalnych i opowiadań.

## Życiorys
Colin Dexter urodził się i dorastał w Stamford, po ukończeniu miejscowej szkoły kształcił się dalej w Christ’s College na Uniwersytecie Cambridge. Następnie pracował jako nauczyciel.
Twórca postaci inspektora inspektora Morse’a, którego przygody opisał w 14 powieściach i szeregu opowiadań. Jego twórczość trzykrotnie była adaptowana na potrzeby telewizji w serialach: Inspektor Morse, Lewis i Endeavour. Za swoją twórczość został w 2000 odznaczony Orderem Imperium Brytyjskiego IV klasy (OBE).

## Twórczość

### Cykl z inspektorem Morse’em
- Last Bus to Woodstock (1975) – wyd. pol. Ostatni autobus do Woodstock, Phantom Press 1992
- Last Seen Wearing (1976) – wyd. pol. Ktokolwiek widział, Phantom Press 1992
- The Silent World of Nicholas Quinn (1977) – wyd. pol. Nicholasa Quinna świat ciszy, Phantom Press 1991 oraz Świat ciszy Nicholasa Quinna, GWP 2009
- Service of All the Dead (1979) – wyd. pol. Nabożeństwo za Wszystkich Zmarłych, GWP 2009
- The Dead of Jericho (1981) – wyd. pol. Śmierć w Jericho, Phantom Press 1991
- The Riddle of the Third Mile (1983) – wyd. pol. Zagadka trzeciej mili, GWP 2010
- The Secret of Annexe 3 (1986) – wyd. pol. Sekret pokoju nr 3, Phantom Press 1991 oraz Sekret aneksu numer 3, GWP 2011
- The Wench Is Dead (1989) – wyd. pol. Ta dziewczyna jest martwa, Phantom Press 1991
- The Jewel That Was Ours (1991)
- The Way through the Woods (1992)
- Morse’s Greatest Mystery lub As Good as Gold (1993) – zbiór opowiadań
- Neighbourhood Watch (1993) – nowela, wydanie limitowane
- The Inside Story (1993) – zbiór opowiadań, wydanie specjalne
- The Daughters of Cain (1994)
- Death is now my Neighbour (1996)
- The Remorseful Day (1999)
- Morse and the Mystery of the Drunken Driver (2008) – opowiadanie opublikowane w „Daily Mail”
- Clued Up (2009) – opowiadanie zamieszczone w książce Cracking Cryptic Crosswords

### Inne publikacje
- Oxford: A Cultural and Literary History (2007) – przedmowa autorstwa Colina Dextera
- Cracking Cryptic Crosswords (2009) – poradnik rozwiązywania krzyżówek

## Nagrody
Colin Dexter dwukrotnie był laureatem brytyjskiej nagrody literackiej Złoty Sztylet – w 1989 za powieść The Wench is Dead i w 1992 za The Way Through the Woods, ponadto dwukrotnie zdobył Srebrny Sztylet – w 1979 za Nabożeństwo za Wszystkich Zmarłych i 1981 za Śmierć w Jericho, oraz Diamentowy Sztylet za całokształt twórczości w 1997. W 1996 otrzymał Nagrodę im. Palle Rosenkrantza za The Way through the Woods oraz został laureatem Macavity Awards za opowiadanie Evans Tries an O-Level z tomu Morse’s Greatest Mystery.